# Cell Reports
Cell Reports (abrégé en Cell Rep.) est une revue scientifique américaine qui couvre tous les champs de la biologie. Elle est publiée de manière hebdomadaire en anglais par le groupe Cell Press. Les articles sont publiés en libre accès.
D'après le Journal Citation Reports, le facteur d'impact de ce journal était de 7,207 en 2014. L'actuelle éditrice est Sabbi Lall[Quand ?].